# Et væddeløb
Et væddeløb er en dansk kortfilm fra 1985, der er instrueret af Michael Varming og Ida Varming efter manuskript af førstnævnte.

## Handling
Filmen er lavet ud fra en samling af nyere stykker mekanisk legetøj. Figurerne har sat hinanden stævne på en væddeløbsbane, og dyr og mennesker konkurrerer med hinanden.